# بایه د سانتا آنا
بایه د سانتا آنا (به اسپانیایی: Valle de Santa Ana) یک شهرستان در اسپانیا است که در استان باداخس واقع شده‌است.